# Charles Henry Tompkins
Pour les articles homonymes, voir Tompkins.
Charles Henry Tompkins (12 septembre 1830 - 18 janvier 1915) est un colonel de l'armée de l'Union, qui a été breveté brigadier général des volontaires durant la guerre de Sécession. Il est un récipiendaire de la médaille d'honneur pour son courage au combat le 1er juin 1861 lors de la bataille de Fairfax Cour House. C'est la première action de la guerre de Sécession pour laquelle un officier de l'armée de l'Union recevra une médaille d'honneur, bien qu'elle ne soit attribuée qu'en 1893,. Il ne doit pas être confondu avec un autre officier de l'Union, le brigadier général (breveté) Charles H. Tompkins (d. 1895) qui a commandé le 1st Rhode Island Light Artillery Regiment.

## Jeunesse et carrière
Tompkins naît à fort Monroe, Virginie le 12 septembre 1830. Il reçoit une nomination à l'académie militaire de West Point de Brooklyn, à New York en tant que cadet de la promotion 1851, mais il n'est pas diplômé, avec sa promotion. Il démissionne en 1849 pour des raisons non précisées,. Tompkins se consacre à une affaire dans le secteur privé jusqu'à ce qu'il s'engage en tant que soldat dans le 1st Dragoons en janvier 1856, atteignant le grade de sergent avant la fin de son engagement en janvier 1861. Il sert sur la frontière occidentale, et est reconnu pour son action lors de la deuxième bataille de Pyramide de Lake (en) à proximité de Pyramid Lake, Nevada en juin 1860.
Tompkins est nommé second lieutenant dans le 2nd U.S. Cavalry Regiment en mars 1861. C'est dans cette unité qu'il gagne une renommée pour son héroïsme au combat lors de la bataille de Fairfax Cour House, alors qu'il est premier lieutenant, grade auquel il a été promu le 30 avril 1861.
Tompkins est ré-affecté à la 5th U.S. Cavalry Regiment, le 3 août 1861, et sert en tant que quartier-maître régimentaire. Le 24 avril 1862, il est nommé colonel des volontaires au sein du 1st Vermont Cavalry. Il démissionne de sa commission de volontaire le 9 septembre 1862.
Pendant la guerre, il reçoit des brevets (promotion honoraire), de commandant, lieutenant-colonel, colonel et général de brigade.

## Citation de la médaille d'honneur
« A chargé à deux reprises au travers des lignes ennemies et, prenant la carabine d'un conscrit, a tiré sur le capitaine ennemi ». Le capitaine John Quincy Marr a été le premier soldat confédéré tué au combat pendant la guerre de Sécession.

## Après la guerre
Tompkins est nommé comme l'un des neuf officiers affectés à la commission militaire enquêtant sur les conspirateurs impliqués dans l'assassinat du président Lincoln,. En raison d'un différend avec le général Grant, entre 1866 et 1881, il est affecté dans de nombreux postes éloignés et austères dans l'ouest.
Il sert le reste de sa carrière dans le corps des quartiers-maîtres (en), atteignant le grade de quartier-maître général, le 24 janvier 1881. La position de quartier-maître général, équivaut à un grade de colonel dans l'armée régulière, auquel Tompkins est promu le même jour. Il termine sa carrière sur la côte est, et prend volontairement sa retraite le 12 septembre 1894.
Tompkins souffre d'une fracture de la jambe en septembre 1914, et la blessure ne guérit jamais correctement. Il meurt de septicémie à Washington, DC le 18 janvier 1915. Il est enterré dans le cimetière d'Oak Hill à Washington, DC,
.

## Vie personnelle
Tompkins épouse Augusta Root Hobbie de New York le 17 décembre 1862. Ils ont sept enfants, dont quatre atteignent l'âge adulte. Son fils aîné, Selah Reeve Hobbie (« Tommy ») Tompkins, est un officier de l'armée qui deviendra colonel du 7th Cavalry Regiment. Son deuxième fils, Frank Tompkins (en), sert aussi comme officier de carrière de l'armée avec une participation remarquée en tant que commandant du 13th Cavalry (en) lors du raid sur Columbus, New Mexique par Pancho Villa et lors de l'expédition punitive qui a suivi.